# Applied Numerical Mathematics
Applied Numerical Mathematics is een internationaal, aan collegiale toetsing onderworpen wetenschappelijk tijdschrift op het gebied van de toegepaste wiskunde.
De naam wordt in literatuurverwijzingen meestal afgekort tot Appl. Numer. Math.
Het wordt uitgegeven door Elsevier namens de International Association for Mathematics and Computers in Simulation en verschijnt 16 keer per jaar.
Het eerste nummer verscheen in 1985.